# Jizerské souvrství

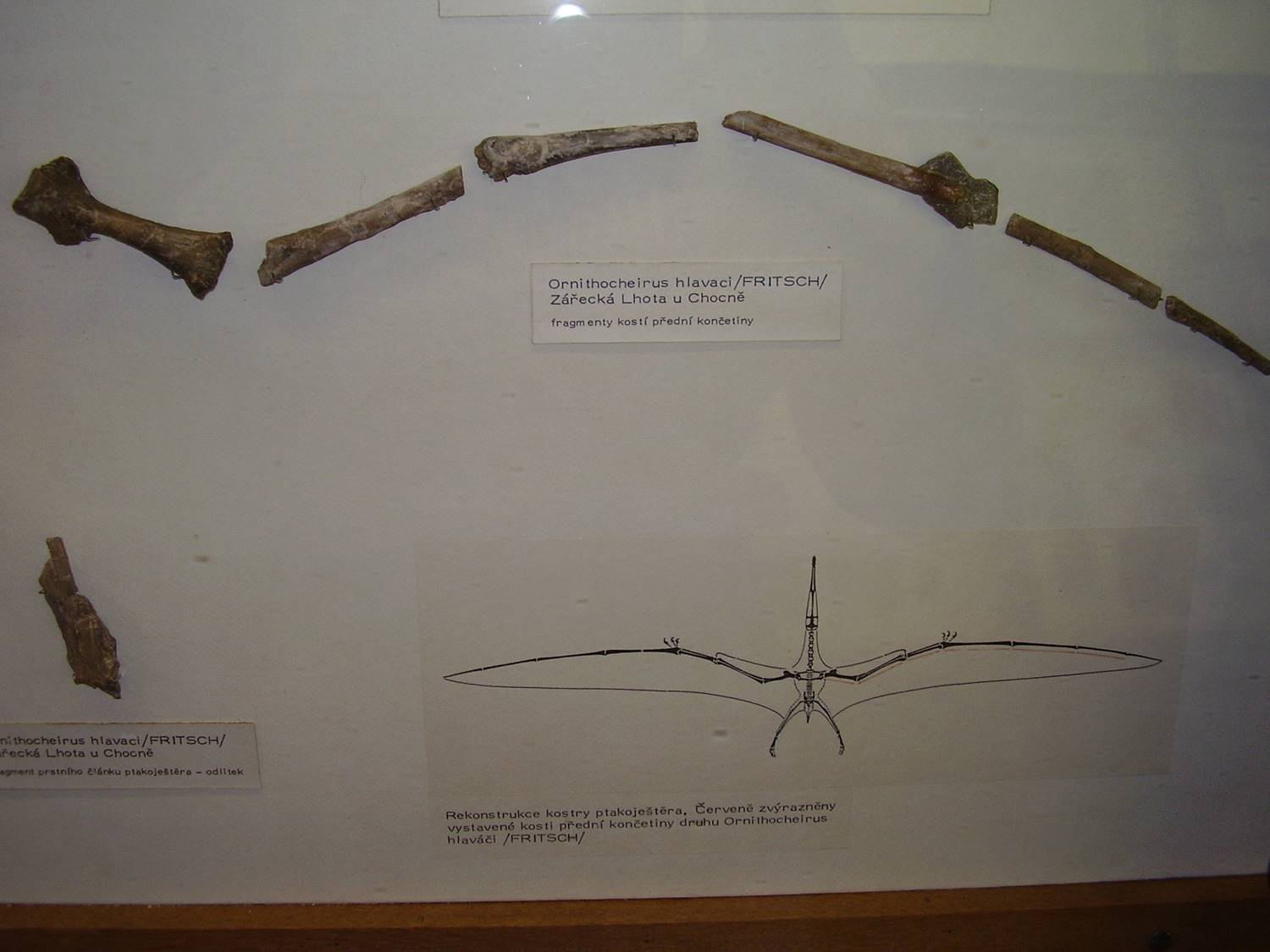
Cretornis hlavaci, ptakoještěr, jehož fosilie byly objeveny v jizerském souvrství.

Jizerské souvrství je geologické souvrství České křídové pánve, pocházející z období geologického věku turon (počátek pozdní křídy, doba před asi 94 až 90 miliony let). Její vznik úzce souvisí s velkou křídovou transgresí (vzestupem hladiny moří) a sedimenty dosahují mocnosti místy až 400 metrů.

## Nálezy

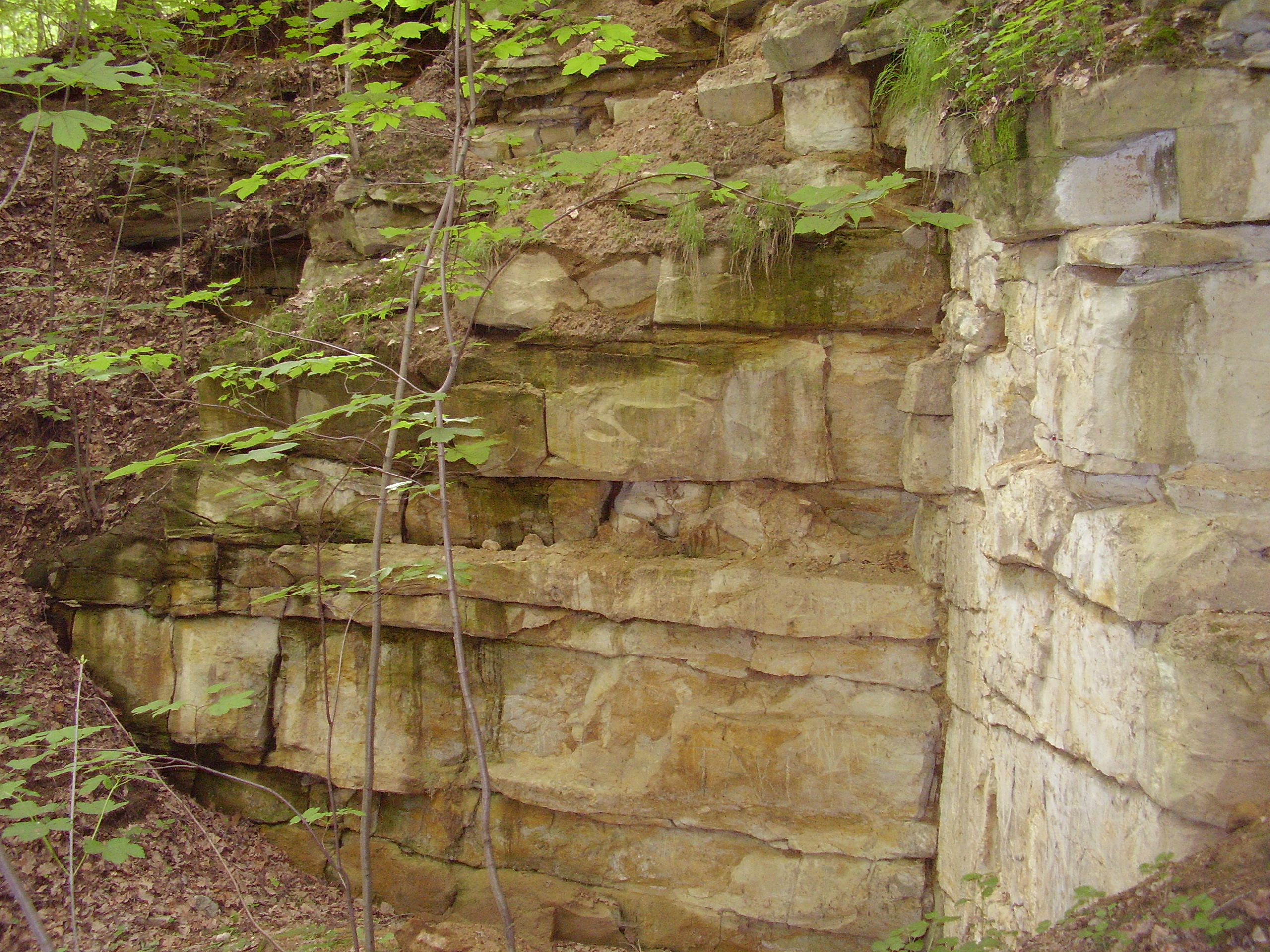
Sedimenty jizerského souvství nedaleko Chocně.

Mezi nejvýznamnější paleontologické objevy z těchto sedimentů patří jediný podle kosterních fosilií známý ptakoještěr, objevený na území České republiky. Jeho fosilie byly objeveny již v roce 1880 mezi Chocní a nedalekou Zářeckou Lhotou a dnes tento taxon nese jméno Cretornis hlavaci. Jednalo se patrně o mládě menšího azdarchidního pterosaura, dosahující v rozpětí křídel asi 1,6 metru. Podle jiných údajů by se však mohlo jednat také o zástupce čeledi Nyctosauridae. Cretornis žil v průběhu geologického věku turon (raná pozdní křída), v době před zhruba 92 miliony let.